# Calheta de São Miguel
Calheta de São Miguel é uma vila da ilha de Santiago, em Cabo Verde, com 16.104 [carece de fontes?] habitantes. Pertence ao concelho de São Miguel, do qual é a sede.

## Caracterização do Aglomerado Urbano
O principal centro urbano é a Cidade da Calheta (Veneza), onde estão a administração do Concelho e os principais serviços públicos. Segundo o INE, no ano 2000 Calheta tinha 4.967 habitantes (incluindo Veneza e Ponta Verde).
O modelo de implantação, ao longo da via estruturante litoral e sem muita densidade nem altura, não tem criado um núcleo contínuo, mantendo assim o carácter de identidade de cada um desses três assentamentos. Sua localização responde, por um lado, às condições físicas do território (evitar inundações e pendentes excessivas) e, por outro, à obtenção de recursos para a subsistência (proximidade dos solos mais produtivos e do mar). 
Em geral, as edificações são construídas procurando a melhor direção e adaptação topográfica. A estrutura de loteamento tradicional mais apreciada nos aglomerados mais antigos é de 30 x 90 “palmos” (6 por 18 m) para os loteamentos simples e de 45 x 90 para as edificações de lote e meio. Mais a norte de Calheta a geografia complica-se e a distribuição da população localiza-se um pouco mais para o interior.

## População
| Ano  | Populaçåo         |
| ---- | ----------------- |
| 2000 | 4 884             |
| 2003 | 5 200             |
| 2005 | 5 457             |
| 2010 | 3 175 cerca 6 000 |

## Referěncias
1. ↑  população da vila
2. ↑  Area